# 基魯胡拉區
基魯胡拉區是非洲中部國家烏干達的111個區之一，由西部區負責管轄，首府是基魯胡拉，距離姆巴拉拉約62公里，主要的經濟產業是畜牧業，2010年人口268,800。

## 外部連結
- Kiruhura District Homepage （页面存档备份，存于）

00°12′S 31°00′E / 0.200°S 31.000°E